# Estación de Maubert - Mutualité
La estación de Maubert - Mutualité es una estación de la línea 10 del metro de París situada en el distrito V de la ciudad. 

## Historia
La estación fue inaugurada el 15 de febrero de 1930.
Debe su nombre a la plaza Maubert y a la Maison de la Mutualité, antaño sede de la Federación Mutualista de París, se ha convertido posteriormente en un local multiusos donde se celebran conciertos, congresos, seminarios o mítines políticos. 

## Descripción
Se compone de dos andenes laterales de 75 metros de longitud y de dos vías.
Está diseñada en bóveda elíptica revestida completamente de los clásicos azulejos blancos biselados del metro parisino, con la única excepción del zócalo que es de color marrón. Los paneles publicitarios emplean un fino marco dorado con adornos en la parte superior. 
Su iluminación ha sido renovada empleando el modelo vagues (olas) con estructuras casi adheridas a la bóveda que sobrevuelan ambos andenes proyectando la luz en varias direcciones. Además, a mitad de la estación, dos tubos luminosos de color naranja se adaptan a la bóveda para formar un arco que pasa por encima de las vías. Es la única estación de la red en contar con este tipo de iluminación.  
La señalización por su parte usa la tipografía CMP donde el nombre de la estación aparece sobre un fondo de azulejos azules en letras blancas. Por último, los asientos de la estación son los modernos Coquille o Smiley, unos asientos en forma de cuenco inclinado para que parte del mismo pueda usarse como respaldo y que poseen un hueco en la base en forma de sonrisa. Los mismos están presentes en un único color, el naranja.